# 吉爾吉特河

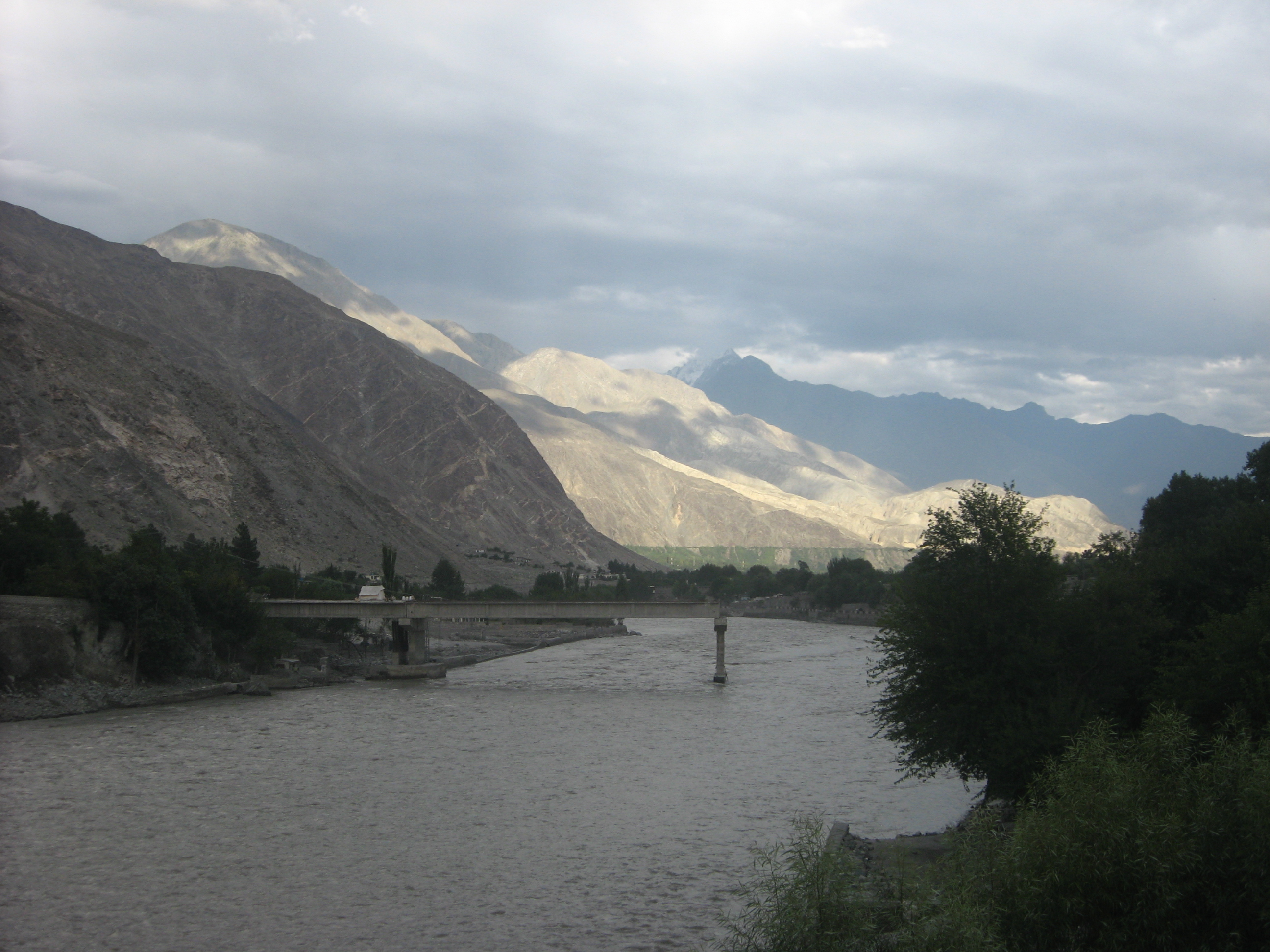
臨近吉爾吉特的河道

印度河流域圖

吉爾吉特河（Gilgit River），又稱吉薩爾河（Ghizar River），是印度河的一條支流，因流經吉爾吉特而得名。位於巴基斯坦吉爾吉特-巴爾蒂斯坦的北部地區。吉爾吉特河發源於申杜爾湖。古稱婆夷水或 弱水。
申杜爾每年會舉行一場奇特拉爾與吉爾吉特兩地的的馬球對抗賽。申杜爾位於興都庫什山脈的吉爾吉特往奇特拉爾的中途，海拔約為12,000英尺（3,700米）。
36°04′44″N 72°32′07″E / 36.07889°N 72.53528°E